# Atletika na Letních olympijských hrách 1980 – 1500 metrů muži
 Běh na 1500 metrů mužů na Letních olympijských hrách 1980 se uskutečnil ve dnech 30. července – 1. srpna  na Olympijském stadionu v Moskvě. Vítězem se stal britský běžec Sebastian Coe, stříbrnou medaili získal Jürgen Straub z NDR a bronz Brit Steve Ovett.

## Výsledky finálového běhu
| *                | jméno               | země                           | čas    |
| ---------------- | ------------------- | ------------------------------ | ------ |
| Zlatá medaile    | Sebastian Coe       | Velká Británie                 | 3:38,4 |
| Stříbrná medaile | Jürgen Straub       | Německá demokratická republika | 3:38,8 |
| Bronzová medaile | Steve Ovett         | Velká Británie                 | 3:39,0 |
| 4                | Andreas Busse       | Německá demokratická republika | 3:40,2 |
| 5                | Vittorio Fontanella | Itálie                         | 3:40,4 |
| 6                | Jozef Plachý        | Československo                 | 3:40,7 |
| 7                | José Marajo         | Francie                        | 3:41,5 |
| 8                | Steve Cram          | Velká Británie                 | 3:42,0 |
| 9                | Dragan Zdravković   | Jugoslávie                     | 3:43,1 |